# Роберто Бусинело
Роберто Бусинело (на италиански: Roberto Bussinello е бивш пилот от Формула 1. Роден на 4 октомври 1927 г. в Пистоя, Италия.

## Формула 1
Роберто Бусинело прави своя дебют във Формула 1 в Голямата награда на Италия през 1961 г. В световния шампионат записва 3 състезания като не успява да спечели точки, състезава се за Де Томасо и Чентро сюд.